# Brixia mameti
Brixia mameti är en insektsart som beskrevs av Synave 1958. Brixia mameti ingår i släktet Brixia och familjen kilstritar. Inga underarter finns listade i Catalogue of Life.